# صادق‌آباد (بیضا)
صادق‌آباد، روستایی در دهستان کوشک هزار بخش مرکزی شهرستان بیضا در استان فارس ایران است.

## جمعیت
بر پایه سرشماری عمومی نفوس و مسکن در سال ۱۳۹۵، جمعیت این روستا برابر با ۳۰۹ نفر (۹۴ خانوار) بوده است.